# Lucifer (popgroep)
Lucifer was een Nederlandse popgroep uit de jaren 70, bestaande uit zangeres/organiste Margriet Eshuijs, bassist Dick Buijsman, drummer Henny Huisman en zanger/percussionist Julio Wilson. In 1974 kreeg de groep een contract bij EMI. In 1975 scoorden ze een grote hit met House for sale. Later, toen de band minder succes had, ging Margriet Eshuijs verder met een solocarrière.

## Geschiedenis
Voor de eerste elpee werd gekozen voor een combinatie van eigen nummers, aangevuld met enkele covers van andere artiesten en verder nog twee gezamenlijke nummers van Gloria Sklerov en Harry Lloyd. Waaronder House for sale dat Sklerov aan Peter Schoonhoven van EMI had voorgespeeld, toen hij in 1973 een bezoek aan Garrett Music bracht. Eenmaal in Nederland overhandigde hij de demo aan Hans Vermeulen die de arrangeur/producent voor de groep was, met de suggestie het door Lucifer te laten uitvoeren. House for sale werd de eerste single van de groep en ook meteen hun eerste hit.
In februari 1976 deed Lucifer met het nummer Someone is waiting for you mee met het Nationaal Songfestival. Later dat jaar werden Huisman, Wilson en Netten vervangen door gitarist Fred Berger en drummer Jan Pijnenburg. De drie ex-leden vormden vervolgens de band Match (= Engels voor lucifer). In 1977 werd Pijnenburg vervangen door Willem Jongbloed en werd André Versluijs bassist in plaats van Dick Buysman.
In 1978 hief Eshuijs de groep op. Het werd te duur om de band in stand te houden. Hierna ging ze verder met haar solocarrière.

## Discografie
- As We Are (1975)
- Margriet (1977)

### Singles
| Single met eventuele hitnotering(en) in de Nederlandse Top 40 | Datum van verschijnen | Datum van binnenkomst | Hoogste positie | Aantal weken | Opmerkingen                                 |
| ------------------------------------------------------------- | --------------------- | --------------------- | --------------- | ------------ | ------------------------------------------- |
| House for sale                                                |                       | 12-4-1975             | 4               | 11           | #4 in de Nationale Hitparade / Alarmschijf  |
| Scarlet lady                                                  |                       | 30-8-1975             | 21              | 4            | #20 in de Nationale Hitparade / Alarmschijf |
| I can see the sun in late December                            |                       | 15-11-1975            | 12              | 5            | #10 in de Nationale Hitparade               |
| Someone is waiting for you                                    |                       | 13-3-1976             |                 | tip          | #23 in de Nationale Hitparade               |
| Love is blind                                                 |                       | 18-12-1976            |                 | tip          |                                             |
| Selfpity                                                      |                       | 2-7-1977              | 15              | 7            | #16 in de Nationale Hitparade               |

### NPO Radio 2 Top 2000
| Nummer met noteringen in de NPO Radio 2 Top 2000 | '99 | '00 | '01 | '02 | '03 | '04 | '05 | '06 | '07 | '08 | '09  | '10 | '11 | '12 | '13 | '14 | '15  | '16  | '17  | '18  | '19  | '20  | '21  | '22  | '23  | '24  |
| ------------------------------------------------ | --- | --- | --- | --- | --- | --- | --- | --- | --- | --- | ---- | --- | --- | --- | --- | --- | ---- | ---- | ---- | ---- | ---- | ---- | ---- | ---- | ---- | ---- |
| House for Sale                                   | 275 | 452 | 525 | 630 | 596 | 583 | 551 | 667 | 866 | 634 | 1024 | 890 | 836 | 883 | 920 | 994 | 1194 | 1307 | 1014 | 1323 | 1362 | 1187 | 1326 | 1519 | 1169 | 1368 |

1. ↑  Een vetgedrukt getal geeft de hoogste notering aan.